# Ulukhaktok
Ulukhaktok – osada położona w zachodniej części Wyspy Wiktorii, na terenie prowincji Terytoria Północno-Zachodnie w Kanadzie. Aktualna nazwa pochodzi z dialektu Kangiryuarmiutun w inuickim języku Inuinnaqtun i zastąpiła obowiązującą do 01.04.2006 angielską nazwę Holman (zamiennie z Holman Island).
Osada posiada lotnisko (IATA: YHI, ICAO: CYHI).

## Historia
Pierwsi osadnicy zamieszkali w tym rejonie w 1937 roku. W 1939 Kompania Zatoki Hudsona przeniosła się tutaj z Walker Bay i w tym samym roku otworzyła się rzymsko-katolicka misja. Angielska nazwa Holman została nadana na cześć J.R. Holmana - członka ekspedycji Sir Edwarda Augusta Inglefielda z 1853 roku poszukującej zaginionej wyprawy arktycznej Johna Franklina.

## Demografia
| Rok  | Populacja |
| ---- | --------- |
| 1976 | 264       |
| 1981 | 300       |
| 1991 | 361       |
| 2001 | 398       |
| 2011 | 402       |
| 2021 | 408       |